# Sư đoàn 10, Quân đội nhân dân Việt Nam
Sư đoàn 10 bộ binh là một sư đoàn bộ binh thuộc Quân đoàn 34, Quân đội nhân dân Việt Nam. Hầu hết tân binh hàng năm của sư đoàn là cư dân của 2 địa phương là Đắk Lắk và Gia Lai. Hiện nay Sư đoàn 10 đóng tại tỉnh Quảng Ngãi

## Lược sử hình thành
Tiền thân của Sư đoàn là các Trung đoàn chủ lực của Mặt trận Tây Nguyên. Ngày 20 tháng 9 năm 1972, Đảng ủy và Bộ Tư lệnh Mặt trận Tây Nguyên quyết định thành lập sư đoàn với sự chuẩn y của Quân ủy Trung ương và Bộ Tổng Tư lệnh Quân đội nhân dân Việt Nam.
Bộ tư lệnh và cơ quan sư đoàn được hình thành từ Bộ tư lệnh và cơ quan mặt trận cánh đông Tây Nguyên tại Đắc Tô - Tân Cảnh chuyển thành, nên Sư đoàn 10 còn có tên là Đoàn Đắc Tô. Thành phần bao gồm:
- Nguyễn Mạnh Quân, Sư đoàn trưởng
- Đặng Vũ Hiệp, Chính ủy
- Hồ Đệ, Phó sư đoàn trưởng
- Lã Ngọc Châu, Phó chính ủy.
- Quốc Biên, Tham mưu trưởng
- Nguyễn Đằng, Chủ nhiệm chính trị
- Đặng Văn Khoát, Chủ nhiệm hậu cần.

Ban đầu, trong đội hình sư đoàn 10 có bốn trung đoàn bộ binh: 24, 28, 66 và 95. Cuối tháng 5 năm 1973, bộ tư lệnh sư đoàn có sự thay đổi, Nguyễn Đức Giá phó tham mưu trưởng Mặt trận Tây Nguyên được cử giữ chức sư đoàn trưởng thay Nguyễn Mạnh Quân; Lã Ngọc Châu được bổ nhiệm giữ chức chính ủy sư đoàn thay Đặng Vũ Hiệp.
Trong Chiến dịch Tây Nguyên, sư đoàn đã tấn công và hạ được căn cứ Đức Lập vào ngày 8 tháng 3 năm 1975, tiếp theo đó, từ 14 đến 18 tháng 3 năm 1975, Sư đoàn đã tiến công tiêu diệt lực lượng phản kích đổ bộ bằng trực thăng trên khu vực Phước An- Nông Trại, Đông Bắc thị xã Buôn Ma Thuột, của Sư đoàn 23 và Liên đoàn biệt động quân 21 Việt Nam Cộng hòa, góp phần tạo nên bước ngoặt trong chiến tranh. Đây cũng là đơn vị của Quân đoàn 3 chiếm được toàn tỉnh Khánh Hòa nhưng lại hành quân theo hướng khác (theo đường 27 lên Đức Trọng sau đó xuôi đường 20) để vào miền Đông Nam bộ, nhường hướng bờ biển cho Quân đoàn 2. Cuối cùng ngoặt vào cửa ngõ phía Tây Sài Gòn.

## Cơ cấu tổ chức
- Sư đoàn trưởng: Đại tá Bùi Thế Tài
- Chính ủy: Đại tá Hồ Sỹ Chiến
- Phó sư đoàn trưởng-TMT: Thượng tá Nguyễn Chí Thức
- Phó sư đoàn trưởng: Đại tá Phạm Hữu An
- Phó sư đoàn trưởng : Đại tá Lê Quốc Việt
- Phó chính ủy: Thượng tá Đặng Thành Tuyên

### Biên chế tổ chức
Thành phần của sư đoàn hiện nay gồm:
- Sư đoàn bộ (cơ quan sư đoàn):

- Phòng Tham mưu: 
```
Thượng tá: Hồ Văn Hiệu
Thượng tá: Khuất Xuân Trường
```

- Phòng chính trị: Thượng tá Nguyễn Văn Thụ
- Phòng Hậu Cần - Kỹ Thuật:  Thượng tá Nguyễn Hữu Sự
- Trung đoàn Bộ binh 28, 66 (mật danh Plei Me), 24
- Trung đoàn Pháo binh 4
- Tiểu đoàn 15 Tăng thiết giáp
- Tiểu đoàn 16 Pháo cao xạ
- Tiểu đoàn 24 Quân y
- Tiểu đoàn 25 Vận tải
- Tiểu đoàn 18 Thông tin
- Tiểu đoàn 17 Công binh
- Đại đội 19 Hóa học
- Đại đội 20 Trinh sát
- Đại đội 23 Vệ binh

• Đại đội TCĐT